# Лука
Вижте пояснителната страница за други значения на Лука.
Лука (на италиански: Lucca) е град и община в Италия, в региона Тоскана, между Пиза и Флоренция. Градът е административен център на едноименната провинция.

## География
Градът се намира в западна Тоскана, в равнина на Лука, на десния бряг на реката Серкио. Неговото население е 83 537 жители през 30 април 2008 г., а площта на общинската територия е 185,53 км2.

## История
Според няколко историка Лука е основана от лигурите (според други историци е с етруски произход), обаче първите сведения за града датират от 180 пр.н.е. от римляните. През 5 век Лука става столица на лангобардското херцогство на Туския и после се развива като свободна комуна и независима република.
Въпреки многобройните превратности, като борбите между гвелфите и гибелините, когато градът пада под владението на семейството Дела Скала от Верона, или като войните с Пиза или Флоренция, Лука остава известен в цяла Европа заради своите банкери и своята текстилна търговия. С изключение на кратки периоди на чуджо владение, Лука остава независима до 1799 г.
През 23 юни 1805 г., по молба на сената на Лука, е основано Княжество Лука и Пиомбино, под управлението на сестрата на Наполеон, Елиза Бонапарт и на съпруга ѝ Феличе Бачиоки. Виенският конгрес решава да създаде херцогството Лука. На 10 май 1815 г. Мария Луиза Бурбонска, инфанта на Испания (1782 – 1824) става херцогиня на Лука. След смъртта ѝ херцог на Лука става брат ѝ Карл ІІ Пармски. През 1847 г. херцогството участва в Тосканското велико херцогство. През 1860 г. се присъединява към Сардинското кралство, а от 1861 г. е в обединеното Италианско кралство.

## Архитектура
Лука е един от най-важните художествени градове в Италия, известен в цял свят преди всичко заради своите добре запазени градски стени (15-17 век), които обграждат историческия градски център с периметър 4.450 м; три града в Италия, освен Лука, запазват стените си: Ферара, Гросето и Бергамо. Стените на Лука били превърнати в кръгова улица за разходка през 19 век, защото никога не са били използвани за градската защита, и са били отлично запазени.
Една от архитектурните забележителности на града е катедралата „Сан Мартино“

## Спорт
Представителният футболен отбор на града носи името АС Лукезе-Либертас.

## Личности
родени
- Алфредо Каталани (1854 – 1893), италиански композитор
- Боно от Лука († 1279), средновековен реторик и автор на съчинения по епистоларно изкуство (ars dictaminis)
- Джакомо Пучини (1858–1924), италиански композитор
- Луиджи Бокерини (1743–1805), италиански композитор и виолончелист
- Марио Чиполини (р.1967), италиански колоездач
- Ерос Ричио (p.1977), шахматист
- Каструцио Кастракани (1281 – 1328), лидер
- Франческо Джеминиани (1687–1762), италиански композитор, цигулар и музикален теоретик

## Побратимени градове
- Абингдън, Англия
- Колмар, Франция
- Гоголин, Полша
- Шонгау, Германия
- Синт Никлас, Белгия
- Горинхем, Холандия